# Jozef Herda
Jozef Herda (Trnava, Checoslovaquia, 21 de abril de 1910-Bratislava, 4 de octubre de 1985) fue un deportista checoslovaco especialista en lucha grecorromana donde llegó a ser subcampeón olímpico en Berlín 1936.

## Carrera deportiva
En los Juegos Olímpicos de 1936 celebrados en Berlín ganó la medalla de plata en lucha grecorromana estilo peso ligero, tras el finlandés Lauri Koskela (oro) y por delante del estonio Voldemar Väli (bronce).